# 五枚
五枚，又稱五枚師太、五枚大師或五枚法師，原名朱紅梅，是傳說中詠春拳的創始者，「少林五老」之一。

## 生平
據詠春拳宗師叶问的《詠春拳源流》中所述，清康熙年間，嵩山少林寺被毀，五枚與至善、白眉、馮道德和苗顯五人分別出走。五枚來到大涼山白鶴觀，將詠春拳傳授予被土豪逼婚的嚴詠春，之後雲遊四方。
據福建詠春拳第七代传人郑忠指出：五枚俗名朱紅梅，出生於明朝天啓三年（公元1623年）正月初五，是明朝皇室宗親的後裔。自小就學習《四書》、《五經》，六歲習武，九岁學習中醫及練習禪功。南明滅亡後，朱红梅逃至福州府福清縣避難，並出家為尼，自取法號五枚。出家後常救助黎民百姓。

## 小說
在小說《聖朝鼎盛萬年青》（該小說內容多是為清廷歌功頌德）之中，五枚师太與白眉、馮道德等人奉聖旨剿滅福建少林寺，並將方世玉踢死。

## 影視形象

### 電影
| 上映年分 | 片名               | 演員   |
| -------- | ------------------ | ------ |
| 1955年   | 《方世玉與胡惠乾》 | 鄧秀瓊 |
| 1994年   | 《咏春》           | 郑佩佩 |
| 2010年   | 《功夫·咏春》      | 惠英红 |

### 電視劇
| 首播年分 | 劇名               | 演員   |
| -------- | ------------------ | ------ |
| 1986年   | 《洪熙官》         | 夏萍   |
| 1994年   | 《洪熙官》         | 黃莎莉 |
| 1999年   | 《少年英雄方世玉》 | 郑佩佩 |
| 2011年   | 《盖世英雄方世玉》 | 童晓梅 |